# 敘利亞的米海爾
敘利亞的米海爾（羅馬化：Mīkhoʾēl Sūryoyo，羅馬化：Mīkhaʾēl el Sūryani），也被稱為偉大的米海爾（羅馬化：Mīkhoʾēl Rabo）、敘利亞人米海爾或者是老米海爾，以與他同名的姪子作區別。米海爾在公元1166年至1199年間擔任敘利亞東方正統教會的牧首，他最有名的事迹是用敘利亞語所寫成了規模宏大的《編年史》，他的其他一些作品与残篇也留存至今。

## 生平
巴爾·希伯來烏斯記錄下米海爾的一生，米海尔大約在公元1126年誕生於美利提尼（今土耳其東部的城市馬拉蒂亞），為出身自金達斯家族（Qindasi family）神父以利亞的兒子。公元1136年，米海爾的叔叔亞他那修（Athanasius）成為奇里乞亚地區阿納扎布斯的主教。
美利提尼在當時屬於突厥人的達尼什曼德王朝，1142年王朝一分為二後，美利提尼成為其中一個分裂政權的首都。公元1178年，城鎮被魯姆蘇丹國所佔領。叙利亚东方正统教会的梅爾·巴爾·索馬（Mar Bar Sauma）修道院鄰近该城，該修道院自11世紀以來即一直是该教会牧首的駐地。
米海爾自幼進入修道院，不到三十歲就成為修道院的院長。他改进了修道院的设施，包括完善供水系統和增加對襲擊者的防禦措施。1166年10月18日，他被选为叙利亚东方正统教会牧首，并在二十八位主教的见证下祝圣。
1168年，他前往耶路撒冷朝聖，隨後在安条克逗留了一年。這兩座城市在當時都属于十字軍國家，米海爾與十字軍的領主們建立起良好的關係，特別是與耶路撒冷的拉丁宗主教內勒的阿馬爾里克交情匪淺。公元1169年夏，米海爾回到梅爾·巴爾·索馬修道院，舉行了一次宗教會議試圖對教派進行改革，但後來卻因買賣聖職的罪名而蒙羞。
拜占庭帝国的皇帝曼努埃爾一世派人與米海爾接觸，試圖邀請他一同商討教會的聯合事宜。但米海爾並不信任希臘人，拒絕接受皇帝的邀請前往君士坦丁堡，1170年和1172年，他更是兩度拒絕接見皇帝派來的使者提奧良納斯（Theorianus），派遣主教凱舒姆的约翰（John Kaishoum）和他的弟子狄奧多爾·巴爾·瓦本（Theodore bar Wahbon）代替他會見使者。在接連三封致皇帝的書信中，他簡要地對曼努埃爾一世陳述他们教会的合性論信条。
大約在公元1174年，米海爾被迫應對一群主教發起的反叛。他本人曾說，他在持不同立場主教們的怂恿下兩次被捕，第一次是被馬爾丁長官的仆人逮捕，第二次則是摩苏尔的埃米爾的仆人。於1171年和1176年，巴爾·索馬的修士同樣也背棄了米海爾。
1178年至1180年間，他再次到十字軍諸國控制下的安條克與耶路撒冷居住。教宗亞歷山大三世邀請他參加第三次拉特朗公會議，但米海爾拒絕。不過，米海爾最後確實仍以書信的形式參與了這次會議，並根據他所知的信息寫下一篇關於卡特里派的長篇論文。
公元1180年，某些對其心懷不滿的主教推舉他從前的學生狄奧多爾·巴爾·瓦本以約翰之名擔任阿米达的牧首，開啟了教派長達13年的分裂期。米海爾對此採取強硬的手段，他逮捕了敵對的牧首狄奧多爾，將其監禁在巴爾·索馬修道院內，並正式廢黜他的職位。部分修士私下讓狄奧多爾逃出修道院，狄奧多爾脫身後繼續逃往大馬士革，企圖向萨拉丁尋求幫助，惟並未成功。此後狄奧多爾前往耶路撒冷，於公元1187年耶路撒冷淪陷後，他跟隨亚美尼亚牧首格里高利四世（Gregory IV）轉往羅姆凱爾，在格里高利四世幫助下，狄奧多爾爭取到當時奇里乞亚亚美尼亚君主萊翁二世的官方認可。由於狄奧多爾擁有龐大的支持者，因此直到公元1193年夏季狄奧多爾去世後，教派的分裂才終告結束。據巴爾·希伯來烏斯所述，狄奧多爾能使用敘利亞語、希臘語、亞美尼亞語和阿拉伯語來寫作和交談，且能夠以阿拉伯文流暢地書寫他反對米海爾的論點與立場。
公元1182年，米海爾在美利提尼接見魯姆蘇丹國的蘇丹基利傑阿爾斯蘭二世，兩人進行了友善的會談。
米海尔还参与了科普特教会关于忏悔教义的争论，支持亚历山大牧首马可三世绝罚马可·本·昆巴尔。
公元1199年11月7日，擔任牧首33年的米海爾在巴爾·索馬修道院去世，享年72歲。他的侄子小米海爾，绰号“厚嘴（叙利亚语：ܝܸܫܬ݂' ܣܸܦܗܸܬܗܲܢܲ，转写：Yeshti' Sephethana）”，從公元1199年到1215年間成为叙利亚教会的对立牧首，与亞他那修九世、約翰十四世对立。

## 著作
米海爾是一名多產的作者，他撰寫了諸多關於禮拜儀式、东方正统教會教義、教規的著作。許多米海爾的佈道辭也跨越時間的長河保留了下來，但其中的大部分被尚未發表。而米海爾最廣為世人所知的作品當屬他創作的《編年史》，該著作是現今所存記載時間最長，內容最豐富的一部敘利亞語編年史。

### 編年史

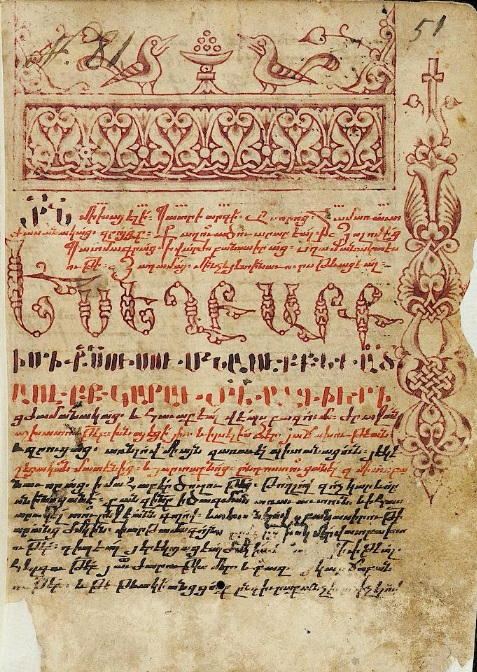
13世紀翻譯成亚美尼亚语的編年史手稿

這部《編年史》的內容自上帝创世一直寫到米海爾所生活的年代，書中引用了許多當今已佚失的早期教會歷史，例如；編年史內對古代晚期的紀述主要參考狄奧尼修斯一世所著的歷史文獻寫成，包含了约瑟夫斯对耶稣的提及。
這部著作現存於公元1598年時用敘利亞字母寫成的一份手抄本上，这份抄本是原作转抄两次的产物。今日，由於這份手抄本被保存在阿勒颇一座教堂中一個被嚴密上鎖的盒子裡，因此無法直接見到原稿的內容。不過，法國學者讓·巴蒂斯特·查博特在1888年時便謄錄下一份手抄本的副本，並出版了四卷的影印版，且配有法語的翻譯。公元2009年，戈爾吉亞斯出版社出版《偉大的米海爾編年史》系列叢書的第一卷，基于埃德薩-阿勒頗手抄本的摹本。
《编年史》包含有关近东基督教社区及其与该地区其他社区关系的宝贵历史信息。它还包含有关当地文化、语言和不同民族的信息。这对于研究与当地基督教社区的宗教、语言和种族身份的历史发展相关的复杂问题的研究人员特别有价值。例如，米海尔在他的编年史附录中指出：
在上帝的帮助下，我们写下了那些过去属于我们亚兰人的王国的记忆，亚兰人即亚兰的子孙，被称作叙利亚人（Suryoye），即来自叙利亚的人。
《編年史》另有一本亞美尼亞語的縮譯本，公元1868年維克多·朗格洛伊斯（Victor Langlois）經由該縮譯本發表了一篇法文版的譯本，《编年史》的序言仅在这个版本中保存下来。此外尚有一部尚未出版的較短的亞美尼亞語版本。
大英圖書館內保有一本以加许尼文寫成的手稿（ms. Orient. 4402），在梵蒂岡收藏的手稿中也有一个从第5卷開始的阿拉伯文版本。
此外阿卜·法拉兹、偽雅各布（pseudo-Jacob）以及迦勒底的馬里巴斯（Maribas the Chaldean）皆引用過《編年史》中的記述，故亦能反面推知部分原稿中的內容。

### 內容摘要
有關米海爾對氣候變遷的記錄（現今已知與火山爆發有關），其研究成果已被美國NASA的科學家們所採用。米海爾在公元536年時提到：
太陽暗了下來，黑暗持續壟罩長達18個月。每日太陽會發出光亮大約4個小時，但連這光輝卻也只像是一道微弱的陰影。每個人都斷言太陽將永遠無法恢復它全部的光芒。水果沒有成熟，酒味嘗起來跟酸葡萄一樣。
而在公元626年：
公元626年，半個太陽的光線消失了，從10月開始到次年的6月間一片黑暗。為此人們認為，太陽的球體永遠不會恢復到原來的狀態。
他的作品也是了解當時十字軍諸國的重要史料來源，書裡記錄下信奉天主教的法蘭克人對基督教一性論派別的寬容和自由：
我們雅各比派的教會主教處於他們之間，而沒有受到迫害和騷擾。在巴勒斯坦，就如在敘利亞一樣，他們沒有因為他們的信仰而挑起任何麻煩，也沒有堅持為所有民族和所有基督徒的語言制定單一的規定。他們認為每一個崇敬十字架的人都是基督徒，不詢問或盤問任何人。
他還向他的人民讚揚圣殿骑士团和医院骑士团 ：
當聖殿騎士團或醫院騎士團的成員必須佔據一處軍事據點時，他們會一直堅持到死為止，直到生命終結前必貫徹使命。當團中有一名兄弟去世時，他們會代表戰死者周濟貧困的家庭四十天，並且為四十個人提供住宿。他們認為那些在戰鬥中犧牲的人是殉道者。團員們亦將食物和飲料的十分之一分給窮人。而他們每次在自己的營帳裡烤麵包時，也都會把十分之一留給窮人。他們雖然很富有，卻對所有尊崇十字架的人都很仁慈。他們四處修建醫院，為生病的陌生人提供服務和幫助。

## 外部連結
- Jullien, Florence. . . 2006  [2020-05-06]. （原始内容存档于2017-01-02）.
- Michel le Syrien - First volume of French translation of Chronicle.
- Second volume in French
- Third and last volume in French
- French translation of Armenian version of the Chronicle
- English translation of preface to the Chronicle （页面存档备份，存于）
- Robert Bedrosian, Michael the Syrian - English translation of Armenian version of the Chronicle of Michael the Syrian.
- Jürgen Tubach. . Bautz, Traugott  (编).  5. Herzberg: Bautz. 1993. cols. 1467–1471. ISBN 3-88309-043-3 （德语）.
- NASA scientists and Michael the Syrian

| 前任： 亞他那修七世 | 安提阿的敘利亞東方正統教會牧首 1166年－1199年 | 繼任： 亞他那修八世 |